# Brucknerallee 209 (Mönchengladbach)

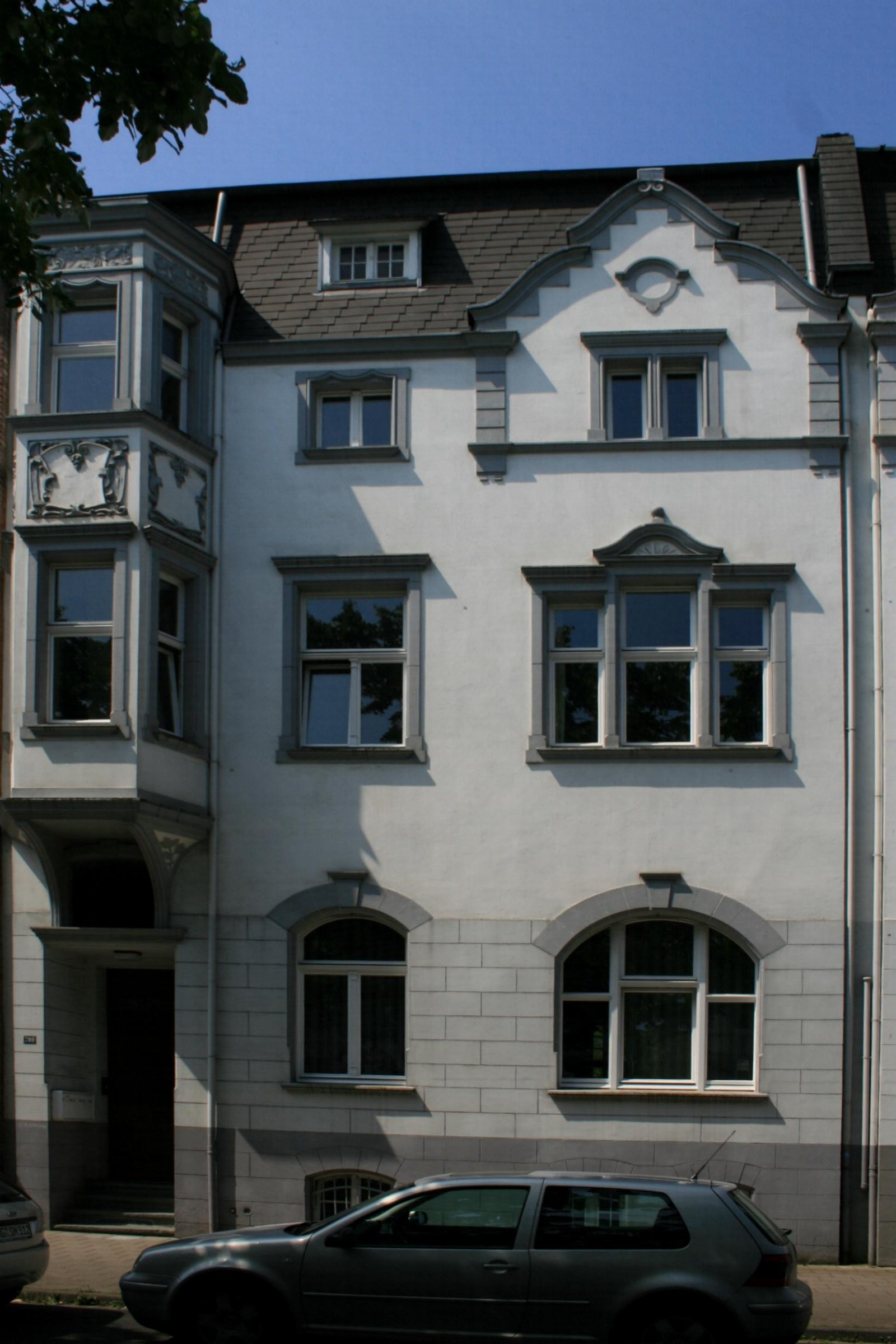
Wohnhaus (2010)

Das Wohnhaus Brucknerallee 209 steht im Stadtteil Grenzlandstadion in Mönchengladbach (Nordrhein-Westfalen).
Das Gebäude wurde 1904 erbaut. Es ist unter Nr. B 104 am 2. März 1989 in die Denkmalliste der Stadt Mönchengladbach eingetragen worden.

## Architektur
Das Haus Brucknerallee 209 ist der linke Teil eines spiegelbildlich symmetrischen Doppelwohnhauses, das mit Haus Nr. 211 im Jahre 1904 erbaut wurde und auf dieser Seite der Brucknerallee den Abschluss der historischen Wohnhäuser bildet. Das Haus wurde als dreiachsiges, zweieinhalbgeschossiges Gebäude mit straßenseitigem Mansardengeschoss erbaut.